# 백사장항
백사장항은 충청남도 태안군 안면읍 창기리에 위치한 어항이다. 1978년 4월 24일 지방어항으로 지정되었다. 시설관리자는 태안군수이다.

## 어항구역
백사장항의 어항구역은 다음과 같다.
- 수역
  - 안면읍 창기리 도리청뿌리 기점 (X=342,824 Y=138,485)으로부터 남면 신온리 뽀르세 나무등벙 기점(X=343,371 Y=138,339)을 연결한 선대와,  백사장 꽃바위 기점(X=343,009 Y=138,967)으로부터 신온 선착장 동측 137m 기점 (X=343,498 Y=138,724)을 연결한 선내의 공유수면
- 육역
  - 충청남도 태안군 안면읍 창기리 1269-70 (잡종지)
  - 충청남도 태안군 안면읍 창기리 1269-71 (임야)
  - 충청남도 태안군 안면읍 창기리 1269-72 (임야)
  - 충청남도 태안군 안면읍 창기리 1269-73 (대)
  - 충청남도 태안군 안면읍 창기리 1269-88 (제방)
  - 충청남도 태안군 안면읍 창기리 1269-89 (구거)
  - 충청남도 태안군 안면읍 창기리 1269-90 (대)
  - 충청남도 태안군 안면읍 창기리 1269-91 (구거)
  - 충청남도 태안군 안면읍 창기리 1269-92 (도로)
  - 충청남도 태안군 안면읍 창기리 1269-93 (잡종지)
  - 충청남도 태안군 안면읍 창기리 1269-94 (구거)
  - 충청남도 태안군 안면읍 창기리 1269-95 (도로)
  - 충청남도 태안군 안면읍 창기리 1269-134 (잡종지)
  - 충청남도 태안군 안면읍 창기리 1269-135 (잡종지)
  - 충청남도 태안군 안면읍 창기리 1269-169 (잡종지)

## 특징
- 안면교를 지나 만나는 첫 번째 항구로, 주변의 횟집과 어시장이 바다를 에워싼 형상이다. 백사장항은 봄부터 여름까지는 꽃게를, 가을부터는 대하를 주로 잡는다. 특히 대하는 홍성의 남당리와 함께 전국 어획량의 대부분을 차지할 만큼 백사장항의 대표적인 어종이다.[2]